# Andrew Eldritch
Andrew Eldritch, född Andrew William Harvey Taylor 15 maj 1959 i Ely, Cambridgeshire, är sångare i rockgruppen The Sisters of Mercy. 
Andrew Eldritch föddes i den lilla katedralstaden Ely 1959. Eldritch studerade fransk och tysk litteratur vid University of Oxford innan han flyttade till Leeds runt 1978 för att studera Mandarin-kinesiska vid University of Leeds. Under denna period var Eldritch en frilanstrummis på den lokala punkscenen i Leeds.

## The Sisters of Mercy
1980 bildade Eldritch och Gary Marx The Sisters of Mercy. Gruppen skivdebuterade 1985 med First and Last and Always, som anses vara ett stilbildande album inom genren gothic rock. Eldritch har närmast utan undantag skrivit alla texter till bandets låtar. Under åren har många medlemmar lämnat gruppen. Flera av dem anger konflikter med frontmannen Eldritch som en anledning till deras avgång. Sisters of Mercy turnerar varje år, men inget nytt inspelat material har släppts till försäljning sedan 1993.
1997 producerade Eldritch albumet Go Figure för musikgruppen SSV. Albumet publicerades emellertid aldrig officiellt.

## Diskografi
Som gästartist
- 1989 – Gary Moore – After the War (bakgrundssång på "After the War", "Speak for Yourself" och "Blood of Emeralds")
- 1989 – Kastrierte Philosophen – Toilet Queen (remix av "Toilet Queen")
- 1995 – Die Krupps – III - Odyssey of the Mind (remix av "Odyssey of the Mind")
- 1995 – Die Krupps – Rings of Steel (remix av "Fatherland")
- 1995 – Sarah Brightman – Fly (tysk sång på "How Can Heaven Love Me" och bakgrundssång på "A Question of Honour")
- 1997 – SSV – Go Figure (samplad sång)